# Giuseppe Schirò (1865–1927)
Giuseppe Schirò (alb. Zef Skiroi; ur. 10 sierpnia 1865 w Piana degli Albanesi, zm. 17 lutego 1927 w Neapolu) – włoski poeta narodowości arboreskiej. Uważany jest za jedną z najważniejszych postaci arboreskiej literatury.

## Życiorys
W 1887 roku założył czasopismo Arbri i Rii. W 1890 roku ukończył studia prawnicze na Uniwersytecie w Palermo, następnie pracował jako nauczyciel literatury włoskiej w tymże mieście, a w 1900 roku został mianowany profesorem albanistyki w Królewskim Instytucie Orientalnym w Neapolu. W latach 1912–1914 pracował jako inspektor włoskich szkół w Albanii.
Wyrażał poparcie dla ruchu faszystowskiego we Włoszech.

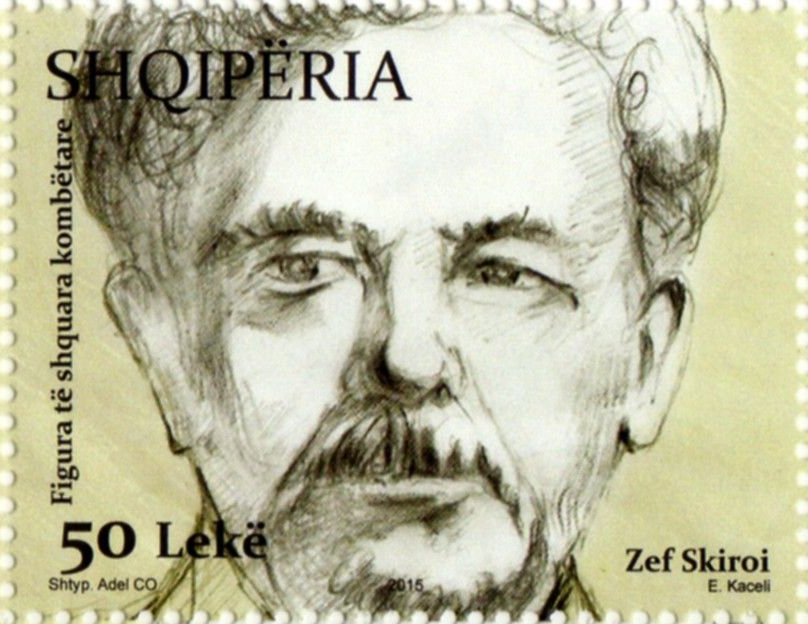
Albański znaczek pocztowy wydany w 2015 roku z okazji 150. rocznicy urodzin Giuseppe Schirò

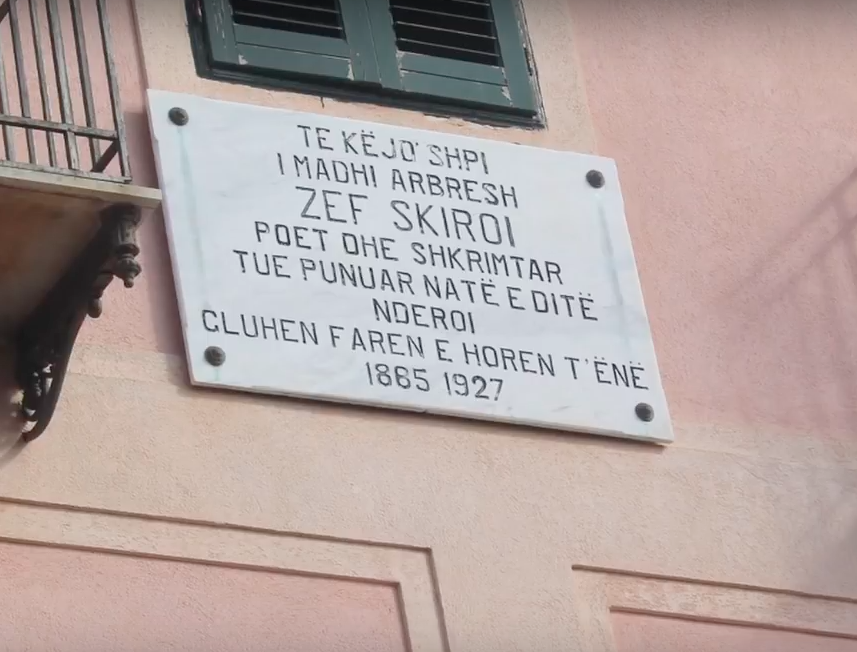
Tablica pamiątkowa w rodzinnym roku Giuseppe Schirò w Piana degli Albanesi (2020)

## Wybrana twórczość
- nieznany z nazwy wiersz poświęcony Skanderbegowi (1874)[1]
- Rapsodie albanesi (1887)[2][4]
- Milo e Haidhe (1890)[5][4]
- Te dheu i huaj (1900)[6]
- Gli Albanesi e la questione Balcanica (1904)[7]
- Canti tradizionali e altri saggi delle colonie albanesi di Sicilia (1923)[4]
- Mino (1923)[1][6][4]
- Kënkat e litorit (1926)[1]
- Kthimi (1965; wydanie pośmiertne)[4]

## Upamiętnienie
Jego imieniem nazwano otwartą w 1984 roku bibliotekę w Piana degli Albanesi.

## Życie prywatne
Jego kuzynką była Kristina Gentile Mandalà, także pisarka.
Miał syna Mino, który został zabity w 1920 roku.